# Myrmecocichla melaena
Myrmecocichla melaena là một loài chim trong họ Muscicapidae.